# 七高剛
七髙剛（しちたか ごう）は、日本の映画監督、テレビドラマ演出家である。

## 経歴
1994年、アメリカ合衆国ニューヨーク大学映画学科卒業。
在学中、映画制作のキャリアをスタート。卒業後帰国。本広克行（踊る大捜査線シリーズ）、羽住英一郎（海猿シリーズ）、伊丹十三等の助監督を務める。
2001年、『G-taste』で監督デビュー。TVドラマの演出や、映画制作などで活躍。2010年、『神戸新聞の7日間』でギャラクシー賞奨励賞受賞。同年、GO FILM LLC 設立。　

## 主な作品

### 監督/演出

#### 映画
- Long Caravan（2009年）
- DOG×POLICE 純白の絆（2011年10月公開）

#### テレビドラマ
- G-taste（2001年、日活）
- 時空警察ヴェッカーD-02（2002年、KOBI/レイアップ）
- ウエディングプランナー SWEETデリバリー（2002年、フジテレビ）
- いま何待ち?（2002年、フジテレビ）
- お義母さんといっしょ（2003年、フジテレビ）
- 日向夢子調停委員事件簿 殺意 （2003年、フジテレビ）
- ファイアーボーイズ～め組の大吾～（2004年、フジテレビ）
- 日向夢子調停委員事件簿3 哀しい天罰 （2005年、フジテレビ）
- トップキャスター（2006年、フジテレビ）
- お台場湾岸テレビ（2006年、フジテレビ）
- 新幹線ガール（2007年、日本テレビ）
- 24時間あたためますか?〜疾風怒涛コンビニ伝〜（2008年、日本テレビ）
- 日向夢子調停委員事件簿5 高価な代償（2008年、フジテレビ）
- 京都南署鑑識ファイル4（2009年、テレビ朝日）
- ママはニューハーフ（2009年、テレビ東京）
- 名探偵の掟（2009年、テレビ朝日）
- 猿ロック（2009年、読売テレビ）
- 阪神・淡路大震災から15年 神戸新聞の7日間 〜命と向き合った被災記者たちの闘い〜（2010年、フジテレビ）- ギャラクシー賞奨励賞受賞
- 警視庁失踪人捜査課（2010年、テレビ朝日・朝日放送）
- Dr.検事モロハシ（2012年、フジテレビ）
- 妄想捜査〜桑潟幸一准教授のスタイリッシュな生活（2012年、テレビ朝日）
- スペシャリスト（2013年、テレビ朝日）
- 遺留捜査3（2013年、テレビ朝日）
- ハニー・トラップ（2013年、フジテレビ）
- スペシャリスト2（2014年、テレビ朝日）
- Dr.検事モロハシ～新たなる生命～（2014年、フジテレビ）
- 遺留捜査SP2（2014年、テレビ朝日）
- スペシャリスト3（2014年、テレビ朝日）
- アイムホーム（2015年、テレビ朝日）
- スペシャリスト4（2015年、テレビ朝日）
- スペシャリスト（連続ドラマ）（2016年、テレビ朝日） - ギャラクシー賞マイベスト大賞受賞
- 往復書簡〜十五年後の補習（2016年、TBS）
- 家政夫のミタゾノ（2016年、テレビ朝日）
- BG〜身辺警護人〜（2018年、テレビ朝日）
- 家政夫のミタゾノ2（2018年、テレビ朝日）
- サイン-法医学者 柚木貴志の事件-（2019年、テレビ朝日）
- BG〜身辺警護人〜2（2020年、テレビ朝日）
- 能面検事（2025年、テレビ東京）

#### ネットドラマ
- 減量ボクサー（2009年、BeeTV）

### 助監督/演出補

#### テレビドラマ
- Over Time-オーバー・タイム（1999)
- できちゃった結婚 (テレビドラマ)

#### 映画
- 踊る大捜査線 THE MOVIE 湾岸署史上最悪の3日間（1998年）
- 恋人はスナイパー劇場版（2004年）
- LIMIT OF LOVE 海猿（2006年）
- 銀色のシーズン(B-unit別班監督)(2008年)